# デュフォー三葉機
デュフォー三葉機（Dufaux triplane ）はスイスで1908年に作られた飛行機である。アーマン・デュフォー（Armand Dufaux ）とアンリ・デュフォー （Henri Dufaux ）の兄弟がヘリコプターの模型を製作した後に製作した飛行機である。エンジンとプロペラの角度が変えられる設計で、いわばティルトローター機の先駆的な機体であるが、飛ぶことはできなかった。推力を進行方向だけでなく上昇方向にも得るため、エンジンと2組のプロペラを胴体の中央に置いて180度の範囲で傾けることができた。1905年に箱凧で実験したあと、有人機の製作が行われた。
製作された飛行機は3葉の2組の主翼が前後に配置され、その間にエンジンと2組のプロペラが配置された。その後ろに主翼の巾に近い巾の複葉の尾翼が配置されて、全部で8枚の翼からなる機体である。垂直尾翼はない。当時としては大きく重い機体であり、300mぐらいの当時の飛行機としては長い滑走距離が必要であると見積もられたので、ジュネーブの工場から70km離れた騎兵隊の練兵場に1909年の7月に運ばれて夏の間テストされたが、離陸できる気配は全くなかった。8月の末滑走中に転倒して壊れ、修理は行なわれたものの、その月の終わりには開発を中止した。デュフォー兄弟の次の設計は極めて平凡な設計の複葉機のデュフォー 4となり、それはある程度成功した飛行機となった。

## 仕様
- 乗員: 1
- 全長: 9.00 m
- 翼面積: 60.0 m2
- 全備重量: 660 kg
- エンジン: 20-シリンダ 120 hp